# ファーティフ・スルタン・メフメト橋
ファーティフ・スルタン・メフメト橋（トルコ語: Fatih Sultan Mehmet Köprüsü）は、トルコの都市・イスタンブールを2つに分けてボスポラス海峡に架かる吊橋。橋名は、イスタンブールを征服し「征服者（ファーティフ Fatih）」と呼ばれたオスマン帝国皇帝のメフメト2世に因んだ名称である。第二ボスポラス橋（Second Bosphorus Bridge）の通称でも知られる。

## 概要
- 全長 - 1,510m
- 中央支間長 - 1,090m
- 幅員 - 39m（8車線）[2]
- 高さ - 64m
- 主塔の高さ - 105m

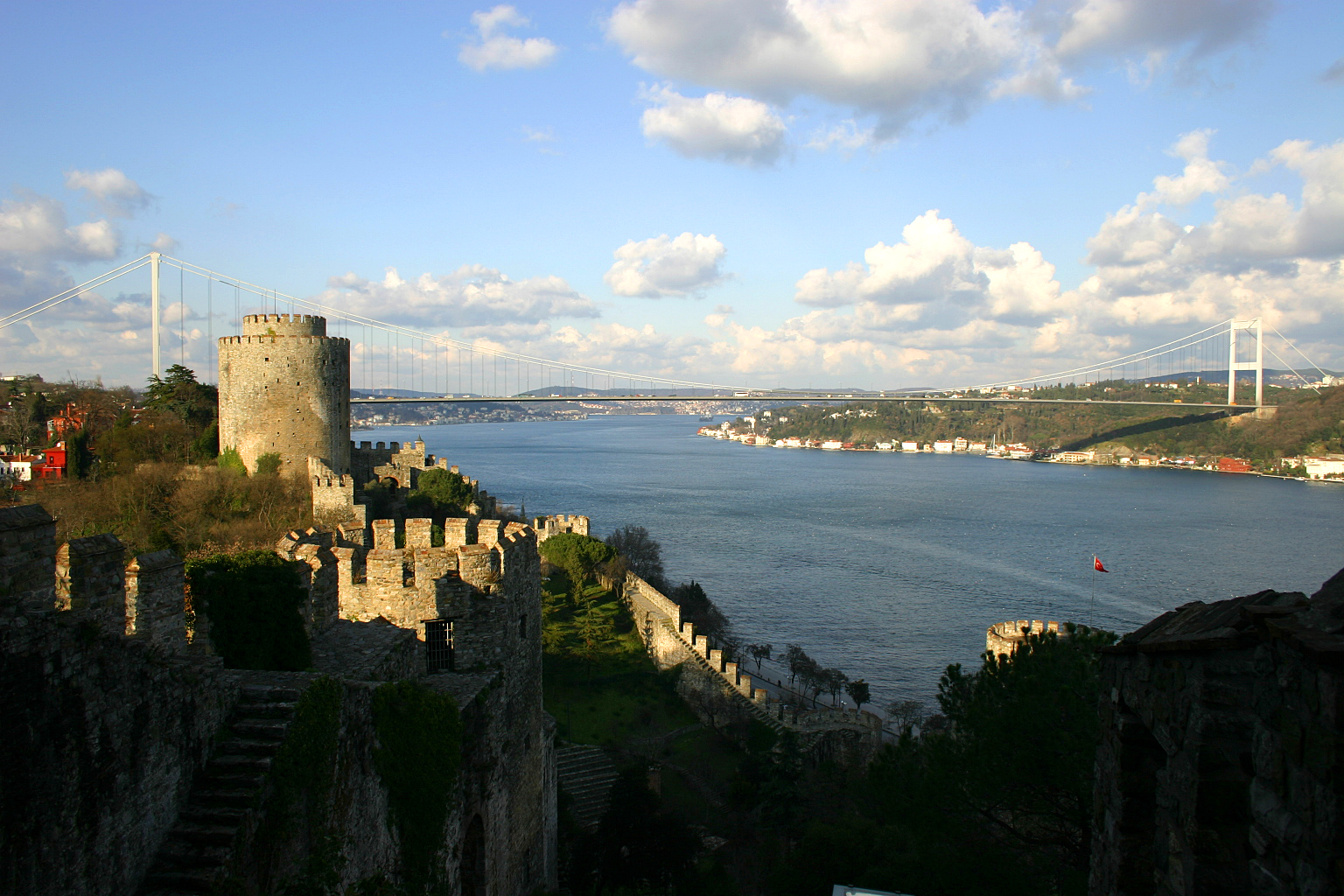
ルメリ・ヒサルとファーティフ・スルタン・メフメト橋
（左がヨーロッパ側、右がアジア側）

ヨーロッパとアジアを結ぶ橋であり、欧州自動車道80号線（E80）及びアジアハイウェイ1号線（A1）が通る。日本の政府開発援助のもと、石川島播磨重工業（現IHI）や三菱重工業などにより建設され、1988年7月3日に完成した。同年に開通した瀬戸大橋とは、姉妹橋の関係にあたる。

## 交通
交通量は約150,000台/日で、主に通勤などに用いられる。橋の西側約1kmの場所には本線料金所が設置されており、ヨーロッパ側からアジア側へ向かう車線に限り通行料が前払いの形で徴収される。料金所では渋滞の発生が顕著であるが、歩行者は通行できない。

## 比較
当橋梁を抱えるトルコの最大の都市イスタンブールはアジアとヨーロッパの両方に跨っており、位置付けが曖昧である。これは、日本の下関市や鳴門市と事情が似ている。さらに、両者は海峡部をまたぐ吊橋が架かっているという点などにおいても共通している。なおイスタンブールと下関市は姉妹都市の関係にあり、当橋梁と関門橋は共にアジアハイウェイ1号線(A1)にも指定されている。
| 橋梁                               | 海峡           | 所在地                   | 属する州・地方1 | 属する州・地方2 | 備考                                             |
| ---------------------------------- | -------------- | ------------------------ | --------------- | --------------- | ------------------------------------------------ |
| ファーティフ・スルタン・メフメト橋 | ボスポラス海峡 | イスタンブール（トルコ） | アジア          | ヨーロッパ      |                                                  |
| 関門橋                             | 関門海峡       | 下関市（山口県）         | 中国地方        | 九州            | 第二関門橋の構想がある。                         |
| 大鳴門橋                           | 鳴門海峡       | 鳴門市（徳島県）         | 四国            | 近畿地方        | 近隣の小鳴門海峡には第二小鳴門橋が架かっている。 |